# بل ۳۰
بل ۳۰ نمونه اولیه اولین بالگرد تجاری و اولین بالگردی بود که توسط شرکت هواپیماسازی بل ساخته شد. این مدل که توسط آرتور ام. یانگ طراحی شده بود به عنوان یک بستر آزمایشی برای بل ۴۷ موفق عمل کرد.

## مشخصات فنی
داده‌ها از 
ویژگی‌های عمومی
- خدمه: یک
- ظرفیت: دو مسافر
- پیشرانه: ۱ عدد موتور تخت شش سیلندر Franklin 6V4, ۱۶۰ اسب بخار (۱۲۰ کیلووات)
- قطر روتور اصلی:  ۳۳ فوت ۰ اینچ (۱۰٫۰۶ متر)
- مساحت روتور اصلی: ۸۵۵٫۳ فوت مربع (۷۹٫۴۶ متر مربع)

عملکرد

## همچنین ببینید
توسعه مرتبط
- بل ۴۷

هواگردهای با عملکرد، پیکربندی و یا دوره زمانی مشابه
- ووت-سیکورسکی وی‌اس-۳۰۰

### یادداشت
1. ↑  Note:Aerofiles has the date as the 29 December 1942
2. ↑  The Illustrated Encyclopedia of Aircraft (Part Work 1982-1985). Orbis Publishing. 1988-01-01.
3. 1 2   {{cite book}}: Empty citation (help)

### کتابشناسی - فهرست کتب
- The Illustrated Encyclopedia of Aircraft (Part Work 1982-1985). Orbis Publishing. 1988-01-01.
- Pelletier, Alain J. (1992). Bell Aircraft since 1935. Annapolis: Naval Institute Press for Putnam Aeronautical Books Limited. pp. 55–58. ISBN 1-55750-056--8.
- "American airplanes:Bell". www.aerofiles.com. 20 April 2009. Archived from the original on 2 January 2010. Retrieved 2009-12-23.